# متحف أم القرى
متحف أم القرى أحد متاحف منطقة مكة المكرمة، أسسه حسن محمد خوجه، يقع المتحف في حي النواريه خلف الدفاع المدني في منزل المالك الخاص وقد اختار المالك لمدخل المتحف نموذج لبيوت مكة القديمة، وينقسم المعرض إلى قسمين قسم في الساحة الخارجية وقسم داخل المبنى.
القسم الخارجي ويضم نموذج لمساكن مكة المكرمة قديما، والصفة وهي غرفة صغيرة استراحة النساء تستخدم للأكلات الشعبية، وغرفة الكتاب وتمثل أحد الكتاتيب القديمة وبداخلها ألواح خشبية، ومخلوان وهو المكان الذي يستريح فيه الرجل مختليا بنفسه، والديوان وهو ما يستخدم للاستراحة أمام فناء المنزل، وفي الساحة الخارجية عرضت آلات الحراثة وجلب الماء وأدواتها مثل المحراث والمسحاة والمشط والقرب والدلو وغيرها، والسوق الصغير ويتكون من بائع الزمزم وبائع الآيسكريم وبائع المندي وبائع الموازين.
ويضم القسم الداخلي الأدوات الحربية والأسلحة وأدوات المأكل والمشرب وصالون الكرويته ومكونات فرش المجلس وكذلك غرفة تضم الملابس الرجالية والنسائية لسكان مكة المكرمة قديما وصالة عرض بها أدوات الفن والطرب وكذلك تم عرض مجموعة من العملات الورقية والمعدنية.

## وصلات خارجية
- متحف أم القرى
- متحف أم القرى